# Neil Cohalan
Neil Cohalan, né le 31 juillet 1906 et mort le 22 janvier 1968, à New York, dans l'État de New York, est un ancien entraîneur américain de basket-ball. Il est le premier entraîneur de l'histoire des Knicks de New York.